# Sorbie Tower

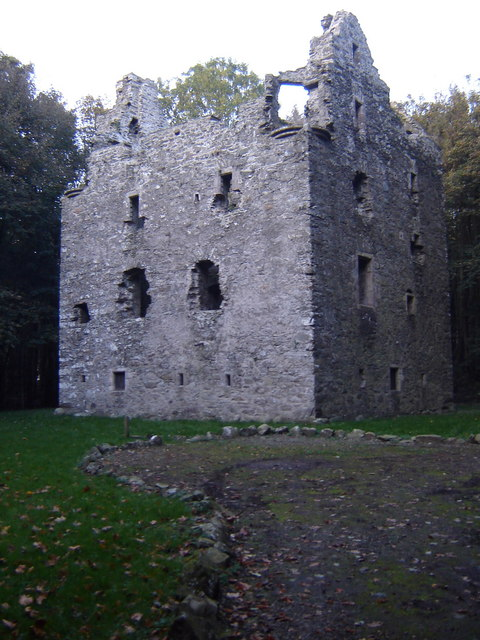
Sorbie Tower

Sorbie Tower, auch Old Place of Sorbie, ist ein Tower House rund 1,5 km östlich der schottischen Ortschaft Sorbie in der Council Area Dumfries and Galloway. 1972 wurde das Bauwerk in die schottischen Denkmallisten in der höchsten Denkmalkategorie A aufgenommen. 2018 wurde diese Einstufung aufgehoben. Weiterhin ist der Sorbie Tower es als Scheduled Monument klassifiziert.

## Beschreibung
Im 16. Jahrhundert zählten die Ländereien zum Besitz des Clans Hannay. Sorbie Tower entstand gegen Ende des Jahrhunderts. Der vierstöckige Wehrturm weist einen L-förmigen Grundriss mit 12,3 m beziehungsweise 7,8 m langen Schenkeln auf. Die Schenkel sind 7,3 m beziehungsweise 6,1 m weit. Im Gebäudeinnenwinkel kragt ab dem ersten Obergeschoss ein runder Treppenturm aus. Darunter befindet sich das Eingangsportal. Das Mauerwerk besteht aus Bruchstein mit Natursteindetails und abgesetzten Ecksteinen. Öffnungen sind mit Stabornamenten eingefasst, die jedoch nur teilweise erhalten sind. Sorbie Tower liegt heute als Ruine dar. Die auskragenden Ecktourellen sind verloren.
Das ebenerdige Steingewölbe mit großdimensioniertem Herd an der Nordseite wird über mehrere Schlitzfenster beleuchtet. Der Treppenaufgang in das erste Obergeschoss nimmt den gesamten kürzeren Flügel ein. Das Obergeschoss ist in zwei Räume unterteilt. Sämtliche darüberliegende Böden sowie das Dach sind nicht erhalten.